# Warana Raja Maha Vihara
Warana Raja Maha Vihara (Singalèsː වාරණ රජ මහා විහාරය) És un temple budista antic situat a Thihariya, districte de Gampaha, Sri Lanka. El temple és localitzat aproximadament a  km en l'autopista Colombo - Kandy.
Actualment aquest temple ha estat reconegut com un jaciment arqueològic protegit al districte de Gampaha pel departament Arqueològic.

## Història
Warana Raja Maha Vihara es creu que fou construït durant el regnat del rei Devanampiyathissa (307–267 aC) i segons les cròniques de temple conservades al Vihara, diverses renovacions posteriors foren fetes pel rei Valagamba (103 aC i a 89/77 aC), Nissanka Malla (1187–1196), Kirti Sri Rajasinha (1747-1782) i Parakramabahu VI.
Segons el llibre de Senarath Paranavithana Inscriptions of Ceilan, Part I, una inscripció brahmin es ha estat interpretat de la manera següent:.

## El temple

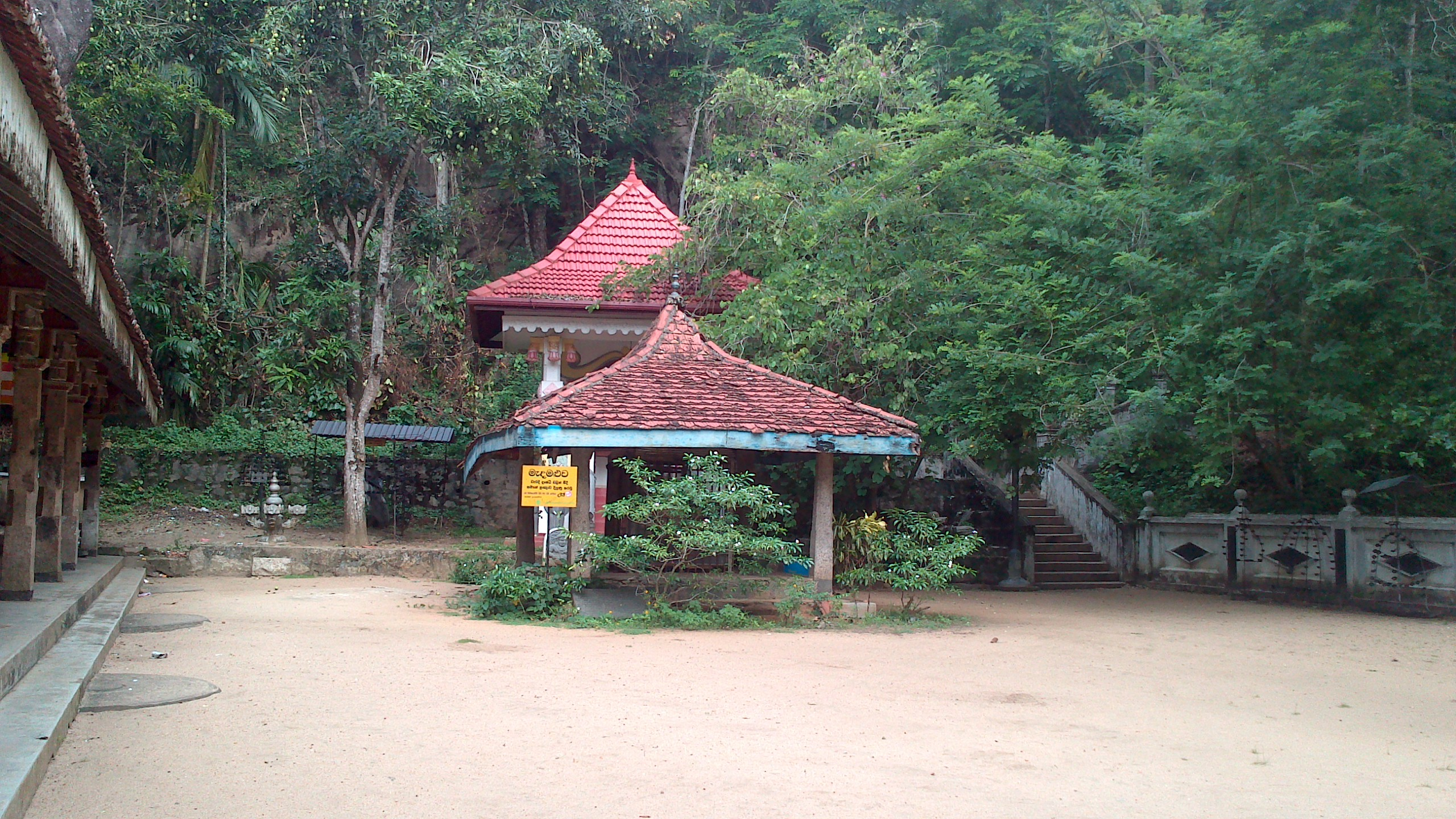
Una escena del temple

El temple consisteix principalment de tres nivells com Pahala Maluwa, Meda Maluwa i Ihala Maluwa. En el primer nivell hi ha el Sangawasaya i la sala Dharama i en el nivell del mig un temple en una cova amb la seva antiga stupa. És dit que la stupa és de al voltant de fa 800 anys. Dins el temple-cova moltes de les estàtues de Buda o s'hi troben les pintures. El dosser de la cova està decorat amb flors de lotus i amb diversos altres dissenys de flor. En el nivell superior hi ha un altre stupa i temple-cova.